# Кливленд, Мисси
Ми́сси Кли́вленд (англ. Missy Cleveland), настоящее имя Аманда Ходжес (англ. Amanda Hodges; 25 декабря 1959, Джексон, штат Миссисипи, США — 14 августа 2001, Язу-Сити, штат Миссисипи, США) — американская фотомодель и актриса.
В апреле 1979 года она стала Playmate журнала Playboy. Её разворот был сфотографирован Марио Касилли.
Помимо карьеры фотомодели она также снималась в кино.
Муж: Эл Кливленд (Al Cleveland).
14 августа 2001 года на 42-м году жизни Мисси Кливленд скончалась в результате побочных эффектов от приёма выписанных для неё лекарств.

## Фильмография
| Год  |     | Русское название                | Оригинальное название              | Роль                            |
| ---- | --- | ------------------------------- | ---------------------------------- | ------------------------------- |
| 1980 | ф   | Следующий фильм Чича и Чонга    | Cheech & Chong's Next Movie        | массажистка                     |
| 1981 | с   | Калифорнийский дорожный патруль | CHiPs                              | блондинка (в серии «Vigilante») |
| 1981 | ф   | Прокол                          | Blow Out                           | студентка любовника             |
| 1981 | ф   | Тайны исповеди                  | True Confessions                   | Лоис Фазенда                    |
| 1982 | ф   | Давай сделаем это!              | Let's Do It!                       | Мишель                          |
| 1992 | док |                                 | Playboy Playmates: The Early Years | саму себя                       |
| 2000 | док |                                 | Playboy: The Party Continue        | саму себя                       |